# 精武門 (1995年のテレビドラマ)
『精武門』（せいぶもん、原題：精武門、英題：Fist of Fury）は、1995年に香港の亜洲電視と台湾の衛星電視中文台との共同で制作された連続テレビドラマ。ブルース・リー主演の『ドラゴン怒りの鉄拳』（1972年）のリメイクとして作られた。香港での初回放映は1995年8月14日から9月22日まで、月曜〜金曜の21:30-22:30。全30話。

日本で発売された10枚組DVDBOX『精武門』
の特典映像によると、ドラマは香港台湾だけでなく中国大陸をはじめアジア53もの国と地域で放映され22億人以上が視聴。その後も様々な言語でソフト化され再放送されている。

## 概要
子供の頃から熱狂的なブルース・リーのファンで、最も影響を受けた人物としてリーを語ることも多い主演のドニー・イェンが、自ら企画をテレビ局に持ち込み実現したことでも知られている
。ブルース・リーの映画が、師父であるフォ・ユアン・チア（霍元甲）が亡くなったところから幕を開けるのに対し、このドラマでは田舎の農村で暮らしていた主人公が事件をきっかけに上海に出てくるエピソードから始まっており、映画では語られなかったチェン・ジェン（陳真）の過去をオリジナルストーリーとして描いている。
物語の軸としては、チェン・ジェンが精武門に入門するまでの波瀾万丈とフォ師父が殺されてからの犯人探しと復讐、ドラマのオリジナルキャラクターである日本人女性由美との許されない愛の行方、そして亡くなった師父の意志を継ぎ祖国のために抗日運動に身を投じる姿が、多くの登場人物とともに矢継ぎ早に交錯する。
アクションシーンはブルース・リー作品へのリスペクトに満ち、一部完全コピーと思われる表情や動きもあり、ラストシーンは『ドラゴン怒りの鉄拳』と同じアングルで締めくくられている。

## ストーリー
革命により清朝が消滅し中華民国が設立された軍閥割拠時代の中国。そこでは中国人同士が争い、列強国がその機に乗じて占領地租界を拡大していた。そんななか武術界もまた互いの権力争いに終始し、それを憂いた武術家のフォ・ユアン・チアは祖国を助けるため武術界を統一しようと上海で「精武門」を創立した。
一方、上海の不穏な空気など伝わらない遠く離れた農村で、主人公チェン・ジェンは年老いた父と兄夫婦、そして妹のつばめと暮らしていた。しかしその村が盗賊に襲われ、家族を殺された日、何もかも失った彼は生き残った妹を連れ、未知の土地、上海へと旅立つ。

## 登場人物
- チェン・ジェン（陳真） - ドニー・イェン（甄子丹）
- フォ・ユアン・チア（霍元甲） - エディ・コー（高雄）
- 武田由美、日本人の父と中国人の母を持つヒロイン - マン・イーマン（萬綺雯）
- カイ親分（蔡六斤） - ラウ・チーウィン（劉志榮）
- 坊ちゃん、カイ親分の1人息子(蔡學富) - ワン・ティンチウ（尹天照）
- チー・チャオ(綺翹)歌手でカイ親分の愛人 - ツォン・シャン（叢珊）
- 武田幸雄、由美の父親 - ヨン・チャクラム（楊澤霖）
- リュウ、霍元甲の一番弟子 - ン・ティンイップ（吳廷燁）
- カイ親分の弟(蔡金虎) - ホン・イーサン（韓義生）
- リァン・シア（梁蝦）、チェン・ジェンの親友 - リャン・ヤッ・ホー（梁日豪）
- 武田夫人（武田智麗） - パウ・ヘイチン（鮑起靜）
- 石井英明 - リン・チーハオ (林志豪)
- 石井弘 - シン・ホーイン（冼灝英）
- つばめ、陳真の妹 - レネイ・ダイ（戴夢夢）
- 盗賊の首領。洪飛 - ホン・ヤンヤン（熊欣欣）
- チョウ元帥、張宗棠 - ロー・リエ（羅烈）
- その息子。副元帥、張克祥 - ログ・ダッウワー（駱達華）
- 精武門第三弟子、葉大昌 - ボビー・ツァン（曾偉明）
- 精武門第四弟子、馬小清 - ウー・ショオチン（吳小清）
- 武田との決戦直前に陳真と戦う外国人 - ベイ・ローガン

他

## スタッフ
- 言語=広東語
- 製作会社=亜洲電視、衛星電視中文台
- 製作総指揮=ロン・シウ・キー
- 製作=龍紹基
- ディレクター=ベニー・チャン、チェン・ワイマン、梁欣全、黃錦鈿、吴锦源、鄧衍成、李慧珠
- アクション総監修=ドニー・イェン
- 武術指導=ビル・ルイ、リドリー・チョイ他
- 脚本=李綺華、陳十三、邱福慶、蕭國華、何永年、莫偉健、鄧貴嬋、張國源
- 主題歌=「精武英雄」（粵語、國語）
作曲:梁邦彦
歌詞:陳少琪（粵語）、莫如昇（國語）
歌：ドニー・イェン

## プロダクションノート
- ドラマのオープニングに無音で登場するテロップは、「誠意献給 一代巨星　李小龍（偉大なる巨星、ブルース・リーに捧げる）」とあり、続いて「以無法為有法　以無限為有限（無法を以って有法と為し、無限を以って有限と為す）」というジークンドーの哲学でもあるブルース・リーの言葉[注 2]が使われている。
- DVD-BOXに収録されている特典映像によると、ドニー・イェンにとってこのリメイクはブルース・リーに捧げたものであり、そのアクションを再演することは非常に困難であった。「撮影前には綿密な調査を行い、彼の武術理論や世界人生観から哲学までを含め、色々な角度から研究して彼の表現したかったものを追求した」という。
- ディレクターのなかには、現在映画監督として活躍するベニー・チャンもいた。特典映像のインタビューで彼は「精武門の撮影はあらゆる面で大変だった。途中意見の相違があったが、いかに作品を良いものにするかという目的は同じ。結果としては満足いくものになった」と語っている。
- 精武門の弟子の一人に香港の人気俳優であるチャップマン・トウの若き日の姿も登場する。
- 主題歌「精武英雄」をドニー・イェンが歌い、広東語北京語の2バージョンが作られた。
- ブルース・リーのモノマネをしているとの指摘に対しては、かつてドニー・イェンはこう語ったことがある。「僕の哲学から言うと、ブルース・リーはマスター、日本語で言うところのセンセイなんだ。音楽でいうならベートーヴェン。ベートーヴェンという芸術を通して、努力して自分を表現しようとする。つまり、ブルース・リーも同じことだ[4]」
- 2010年には、後日譚的映画『レジェンド・オブ・フィスト 怒りの鉄拳』をゴードン・チャンプロデュース、アンドリュー・ラウ監督で制作。ドニー・イェンが再びチェン・ジェンを演じている。

## ソフトウェア
JVDからビデオでダイジェスト版『精武門 怒りの鉄拳』と『精武門 マスター・オブ・カンフー』の2本が前後編として発売され、2001年にその2本をひとつにまとめたダイジェスト版DVD『精武門』（JVDD1040）が発売。その後10枚組30話収録のDVD-BOX『精武門』（JVDD-1122）が2003年にリリースされた。